# Nothaphoebe novoguineensis
Nothaphoebe novoguineensis är en lagerväxtart som beskrevs av Kanehira & Hatusima. Nothaphoebe novoguineensis ingår i släktet Nothaphoebe och familjen lagerväxter. Inga underarter finns listade i Catalogue of Life.